# Tillandsia tomasii
Tillandsia tomasii är en gräsväxtart som beskrevs av Josef Jakob Halda. Tillandsia tomasii ingår i släktet Tillandsia och familjen Bromeliaceae. Inga underarter finns listade i Catalogue of Life.